# تیم ملی بسکتبال سنگاپور
تیم ملی بسکتبال سنگاپور نماینده سنگاپور در مسابقات بین‌المللی بسکتبال است. این تیم بالاترین سطح بسکتبال در کشور سنگاپور نیز هست. این تیم از سال ۱۹۶۳
به فیبا پیوست.